# B1A4의 음반 외 활동 목록
다음은 대한민국의 남자 음악 그룹 B1A4의 음반 외 활동 목록이다. B1A4의 멤버들은 현재 2015년 6월까지 총 9편의 드라마와 4편의 영화, 4편의 뮤지컬에 출연했으며, 6번의 리얼리티 프로그램에 출연, 4번의 DVD 발매, 5번의 콘서트 투어를 돌았다.

## 출연 작품

### 드라마
| 방송사          | 드라마           | 출연 기간             | 출연 멤버 | 배역           | 비중      | 각주   |
| --------------- | ---------------- | --------------------- | --------- | -------------- | --------- | ------ |
| 2012년          |                  |                       |           |                |           |        |
| KBS 2TV         | 선녀가 필요해    | 2월 27일 ~ 5월 18일   | 신우      | 신우           | 조연      | [ 1 ]  |
| MBC             | 천 번째 남자     | 8월 31일              | 진영      | 민규           | 특별 출연 | [ 2 ]  |
| 2013년          |                  |                       |           |                |           |        |
| tvN             | 우와한 녀        | 4월 18일 ~ 7월 4일    | 진영      | 공민규         | 주연      | [ 3 ]  |
| tvN             | 응답하라 1994    | 10월 18일 ~ 12월 28일 | 바로      | 빙그레(김동준) | 주연      | [ 4 ]  |
| 2014년          |                  |                       |           |                |           |        |
| SBS             | 신의 선물 - 14일 | 3월 3일 ~ 4월 28일    | 바로      | 기영규         | 조연      | [ 5 ]  |
| 2015년          |                  |                       |           |                |           |        |
| Mnet            | 칠전팔기 구해라  | 1월 9일 ~ 3월 27일    | 진영      | 강세찬/레이킴  | 주연      | [ 6 ]  |
| Mnet            | 칠전팔기 구해라  | 3월 6일               | 바로      | 로빈 차        | 특별 출연 | [ 7 ]  |
| MBC             | 앵그리맘         | 3월 18일 ~ 5월 7일    | 바로      | 홍상태         | 조연      | [ 8 ]  |
| MBC             | 맨도롱 또똣      | 5월 13일 ~ 7월 2일    | 진영      | 정풍산         | 조연      | [ 9 ]  |
| 네이버 TV캐스트 | 로스:타임:라이프 | 7월 9일 ~ 7월 16일    | 바로      | 바로           | 주연      | [ 10 ] |
| 네이버 TV캐스트 | 로스:타임:라이프 | 7월 9일 ~ 7월 16일    | 산들      | 박민수         | 주연      | [ 10 ] |
| 네이버 TV캐스트 | 맛있는 연애      | 11월 5일 ~ 11월 10일  | 공찬      | 박성준         | 주연      | [ 11 ] |
| 네이버 TV캐스트 | 연애탐정 셜록K   | 11월 11일 ~ 11월 20일 | 진영      | 금강산         | 주연      | [ 12 ] |
| 2016년          |                  |                       |           |                |           |        |
| KBS 2TV         | 구르미 그린 달빛 | 8월 22일 ~ 10월 18일  | 진영      | 김윤성         | 주연      |        |

### 영화
| 2013년                   |           |      |        |      |                    |        |
| 미생 프리퀄              | 5월 31일  | 바로 | 김영찬 | 주연 | 안영이 편          | [ 13 ] |
| 2014년                   |           |      |        |      |                    |        |
| 수상한 그녀              | 1월 22일  | 진영 | 반지하 | 조연 | 진영 스크린 데뷔작 | [ 14 ] |
| 일곱 난쟁이              | 12월 24일 | 바로 | 보보   | 주연 | 한국어 더빙        | [ 15 ] |
| 2015년                   |           |      |        |      |                    |        |
| 여자, 남자 - 그게 아니고 | 3월 10일  | 바로 | 소년   | 주연 | 단편 영화          |        |

### 뮤지컬
| 제목            | 배역       | 출연 멤버 | 기간                 | 장소                    | 비고             |
| --------------- | ---------- | --------- | -------------------- | ----------------------- | ---------------- |
| 2012년          |            |           |                      |                         |                  |
| 형제는 용감했다 | 이주봉     | 산들      | 7월 13일 ~ 9월 26일  | 코엑스아티움 현대아트홀 | 산들의 첫 뮤지컬 |
| 2013년          |            |           |                      |                         |                  |
| 천 번째 남자    | 김응석     | 산들      | 9월 28일 ~ 10월 10일 | 아이아 시어터 도쿄      | 한일 합작 뮤지컬 |
| 2014년          |            |           |                      |                         |                  |
| 올슉업          | 엘비스     | 산들      | 11월 29일 ~ 2월 8일  | 홍익대 대학로 아트센터  | [ 19 ] [ 20 ]    |
| 2015년          |            |           |                      |                         |                  |
| 체스            | 아나톨리   | 신우      | 6월 21일 ~ 7월 8일   | 세종문화회관 대극장     | 신우의 첫 뮤지컬 |
| 신데렐라        | 크리스토프 | 산들      | 9월 12일 ~ 11월 8일  | 충무아트홀              | [ 22 ]           |

### 뮤직비디오
| 공개일    | 뮤직비디오                                           | 앨범                                 | 가수        | 출연 멤버 | 동반 출연            |
| --------- | ---------------------------------------------------- | ------------------------------------ | ----------- | --------- | -------------------- |
| 2011년    |                                                      |                                      |             |           |                      |
| 4월 20일  | O.K                                                  | Let's Fly                            | B1A4        | B1A4      | 김보미               |
| 7월 13일  | 못된것만 배워서                                      | Let's Fly                            | B1A4        | B1A4      | 고원희               |
| 9월 15일  | Beautiful Target                                     | It B1A4                              | B1A4        | B1A4      | 이맑음               |
| 2012년    |                                                      |                                      |             |           |                      |
| 3월 13일  | BABY I'M SORRY                                       | THE B1A4 I IGNITION                  | B1A4        | B1A4      | 백지원               |
| 5월 23일  | 잘자요 굿나잇                                        | THE B1A4 I IGNITION SPECIAL EDITION  | B1A4        | B1A4      |                      |
| 6월 3일   | Beautiful Target (Japanese Ver.)                     | Beautiful Target                     | B1A4        | B1A4      |                      |
| 8월 16일  | おやすみ Good Night (Japanese Ver.)                  | おやすみ Good Night                  | B1A4        | B1A4      |                      |
| 11월 12일 | 걸어 본다                                            | In The Wind                          | B1A4        | B1A4      | 김슬미               |
| 12월 9일  | 일 년째                                              | ANEMONE                              | 지아        | 바로      | 지아, 임시완, 방용국 |
| 2013년    |                                                      |                                      |             |           |                      |
| 4월 23일  | Delight                                              | Delight                              | 유지애      | 바로      | 유지애               |
| 5월 7일   | 이게 무슨 일이야                                     | 이게 무슨 일이야                     | B1A4        | B1A4      |                      |
| 7월 25일  | イゲ ムスン イリヤ ~なんで?どうして? (Japanese Ver.) | イゲ ムスン イリヤ ~なんで?どうして? | B1A4        | B1A4      |                      |
| 11월 7일  | 그대와 함께                                          | 응답하라 1994 OST Part 3             | B1A4        | B1A4      |                      |
| 12월 1일  | 꽁꽁                                                 | 꽁꽁                                 | 신보라      | 신우      | 오하영               |
| 2014년    |                                                      |                                      |             |           |                      |
| 1월 12일  | Lonely (없구나)                                      | Who Am I                             | B1A4        | B1A4      | 김진경               |
| 2월 6일   | 썸                                                   | 썸                                   | 소유X정기고 | 바로      | 다솜                 |
| 7월 13일  | SOLO DAY                                             | SOLO DAY                             | B1A4        | B1A4      |                      |
| 9월 1일   | SOLO DAY (Japanese Ver.)                             | SOLO DAY                             | B1A4        | B1A4      |                      |
| 11월 20일 | Piano Man                                            | Piano Man                            | 마마무      | 공찬      | 마마무               |
| 2015년    |                                                      |                                      |             |           |                      |
| 1월 23일  | 白いキセキ                                           | 白いキセキ                           | B1A4        | B1A4      |                      |
| 8월 9일   | Sweet Girl                                           | Sweet Girl                           | B1A4        | B1A4      | 지호                 |

## 예능 프로그램

### 리얼리티
| 방송사    | 제목                                | 기간                 | 회수 | 각주          |
| --------- | ----------------------------------- | -------------------- | ---- | ------------- |
| 2011년    |                                     |                      |      |               |
| 곰TV      | BABA B1A4                           | 7월 5일 ~ 11월 17일  | 19회 |               |
| SBS MTV   | 매치 업                             | 6월 22일 ~ 8월 10일  | 8회  | [ 23 ] [ 24 ] |
| 2012년    |                                     |                      |      |               |
| SBS MTV   | B1A4 셀카 다이어리                  | 1월 27일 ~ 2월 3일   | 2회  |               |
| Mnet      | B1A4의 깨알플레이어                 | 2월 3일 ~ 3월 30일   | 9회  | [ 25 ]        |
| KBS Joy   | B1A4의 헬로 베이비                  | 7월 25일 ~ 10월 12일 | 12회 | [ 26 ] [ 27 ] |
| 2013년    |                                     |                      |      |               |
| Mnet      | B1A4 예능체력장                     | 1월 30일 ~ 2월 6일   | 2회  | [ 28 ]        |
| 2014년    |                                     |                      |      |               |
| MBC MUSIC | B1A4의 어느 멋진 날                 | 7월 21일 ~ 9월 8일   | 8회  | [ 29 ]        |
| 유튜브    | B1A4 Road Trip - READY? Behind Clip | 8월 22일 ~ 10월 17일 | 20회 | [ 30 ]        |
| 2015년    |                                     |                      |      |               |
| 멜론      | BABA B1A4 2                         | 6월 30일 ~ 8월 12일  | 6회  | [ 31 ]        |

### 고정 출연
| 방송사  | 제목                          | 기간                  | 출연 멤버  | 각주          |
| ------- | ----------------------------- | --------------------- | ---------- | ------------- |
| 2012년  |                               |                       |            |               |
| Y-STAR  | 식신로드                      | 1월 7일 ~ 4월 28일    | 바로       |               |
| KBS 2TV | 불후의 명곡: 전설을 노래하다  | 10월 13일 ~ 12월 15일 | 산들, 바로 | [ 33 ]        |
| 2013년  |                               |                       |            |               |
| KBS 2TV | 불후의 명곡: 전설을 노래하다  | 10월 26일 ~ 12월 21일 | 산들       | [ 34 ]        |
| 2014년  |                               |                       |            |               |
| KBS 2TV | 밀리언셀러                    | 3월 26일 ~ 4월 2일    | 진영       | [ 35 ]        |
| MBC     | 7인의 식객                    | 5월 30일 ~ 6월 27일   | 산들       | [ 36 ]        |
| MBC     | 무한도전                      | 6월 14일 ~ 6월 28일   | 바로       | [ 37 ] [ 38 ] |
| tvN     | 꽃보다 청춘                   | 9월 12일 ~ 10월 10일  | 바로       | [ 39 ]        |
| 2015년  |                               |                       |            |               |
| KBS 2TV | 우리동네 예체능               | 1월 27일 ~ 6월 30일   | 바로       | [ 40 ]        |
| SBS     | 정글의 법칙                   | 1월 30일 ~ 3월 20일   | 바로       | [ 41 ]        |
| MBC     | 일밤-복면가왕                 | 4월 5일 ~ 현재        | 산들       | [ 42 ] [ 43 ] |
| SBS     | 창업스타                      | 7월 3일 ~ 7월 31일    | 산들       | [ 44 ]        |
| KBS 2TV | 글로벌 리퀘스트 쇼 - 어송포유 | 7월 19일 ~ 현재       | 공찬       | [ 45 ] [ 46 ] |
| MBC     | 일밤-진짜 사나이              | 8월 2일 ~ 8월 16일    | 바로       | [ 47 ] [ 48 ] |
| tvN     | 집밥 백선생                   | 8월 4일 ~ 8월 18일    | 바로       | [ 49 ]        |
| tvN     | 할매네 로봇                   | 10월 21일 ~ 11월 25일 | 바로       | [ 50 ]        |

### 게스트 출연
| 방송사     | 제목                                           | 기간                  | 출연 멤버              | 각주                            |
| ---------- | ---------------------------------------------- | --------------------- | ---------------------- | ------------------------------- |
| 2011년     |                                                |                       |                        |                                 |
| KBS 2TV    | 백점만점                                       | 5월 21일 ~ 5월 28일   | 바로, 공찬             | [ 51 ]                          |
| KBS 1TV    | 사랑의 리퀘스트                                | 6월 26일              | 전원                   |                                 |
| MBC        | 세바퀴                                         | 7월 9일               | 산들, 바로             | [ 52 ]                          |
| SBS        | 놀라운 대회 스타킹                             | 7월 30일              | 전원                   | [ 53 ]                          |
| MBC        | 제3회 아이돌 스타 육상선수권대회               | 9월 13일              | 전원                   | [ 54 ]                          |
| Y-STAR     | 식신로드                                       | 10월 7일              | 진영, 산들, 바로       |                                 |
| MBC        | 세바퀴                                         | 11월 26일             | 산들, 바로             | [ 55 ] [ 56 ]                   |
| MBC        | 아름다운 이들을 위한 콘서트                    | 11월 29일             | 전원                   | [ 57 ]                          |
| Y-STAR     | 식신로드                                       | 12월 2일              | 신우, 바로, 공찬       | [ 58 ]                          |
| SBS        | 2011 SBS 가요대전                              | 12월 29일             | 전원                   | [ 59 ]                          |
| MBC        | 2011 MBC 가요대제전                            | 12월 31일             | 전원                   | [ 60 ]                          |
| 2012년     |                                                |                       |                        |                                 |
| Mnet       | 와이드 연예뉴스                                | 1월 6일               | 전원                   |                                 |
| MBC every1 | 주간 아이돌                                    | 1월 14일              | 전원                   | [ 61 ]                          |
| MBC        | 2012 아이돌스타 알까기 선수권 대회             | 1월 22일              | 전원                   |                                 |
| MBC        | 아이돌 스타 육상 수영 선수권 대회              | 1월 24일              | 전원                   | [ 62 ]                          |
| Mnet       | 와이드 연예뉴스                                | 2월 9일               | 전원                   |                                 |
| MBC        | 세바퀴                                         | 4월 7일               | 신우, 바로             | [ 63 ]                          |
| MBC every1 | 주간 아이돌                                    | 4월 25일              | 전원                   | [ 64 ] [ 65 ]                   |
| SBS        | 1억 퀴즈쇼                                     | 4월 27일              | 산들, 바로             |                                 |
| KBS 2TV    | 출발드림팀 시즌 2                              | 5월 27일              | 바로                   |                                 |
| SBS        | 놀라운 대회 스타킹                             | 6월 30일              | 진영, 바로, 공찬       |                                 |
| SBS        | 도전 1000곡                                    | 7월 1일               | 신우, 산들, 바로       |                                 |
| KBS 2TV    | 출발드림팀 시즌 2                              | 7월 1일               | 진영                   | [ 66 ]                          |
| KBS 2TV    | 1 대 100                                       | 7월 3일               | 산들, 바로             |                                 |
| KBS Joy    | 글로벌 슈퍼 아이돌                             | 7월 19일              | 전원                   |                                 |
| KBS 2TV    | 스펀지                                         | 7월 20일              | 전원                   | [ 67 ]                          |
| SBS        | 정재형 이효리의 유&아이                        | 7월 22일              | 전원                   | [ 68 ]                          |
| MBC        | 아이돌 스타 올림픽                             | 7월 25일 ~ 7월 26일   | 전원                   | [ 69 ]                          |
| KBS 2TV    | 올스타 올림픽                                  | 8월 5일               | 바로                   | [ 70 ]                          |
| KBS 2TV    | 출발드림팀 시즌 2                              | 9월 2일               | 바로                   |                                 |
| MBC MUSIC  | 추석특집 파우더룸                              | 10월 2일              | 전원                   |                                 |
| KBS 1TV    | 열린음악회                                     | 10월 7일              | 전원                   |                                 |
| Mnet       | 와이드 연예뉴스                                | 10월 11일             | 전원                   |                                 |
| Mnet       | 와이드 연예뉴스 오픈 스튜디오                  | 11월 15일             | 전원                   | [ 71 ]                          |
| Mnet       | 와이드 연예뉴스                                | 11월 19일             | 전원                   |                                 |
| KBS 2TV    | 출발드림팀 시즌 2                              | 11월 25일             | 진영, 산들, 바로       | [ 72 ]                          |
| KBS 1TV    | 스카우트                                       | 11월 28일             | 진영, 산들, 바로       |                                 |
| MBC        | 코리안 뮤직 웨이브 in 고베                     | 12월 1일              | 전원                   |                                 |
| Mnet       | 와이드 연예뉴스                                | 12월 10일             | 전원                   |                                 |
| KBS 2TV    | 1 대 100                                       | 12월 11일             | 진영, 바로             |                                 |
| MBC every1 | 주간 아이돌                                    | 12월 12일             | 전원                   | [ 73 ] [ 74 ]                   |
| KBS 1TV    | 열린음악회                                     | 12월 16일             | 전원                   |                                 |
| KBS 2TV    | 2012 KBS 가요대축제                            | 12월 28일             | 전원                   | [ 75 ] [ 76 ]                   |
| SBS        | 2012 SBS 가요대전                              | 12월 29일             | 전원                   | [ 77 ]                          |
| MBC        | 2012 MBC 가요대제전                            | 12월 31일             | 전원                   | [ 78 ]                          |
| 2013년     |                                                |                       |                        |                                 |
| SBS        | 강심장                                         | 1월 8일 ~ 1월 15일    | 산들, 바로             | [ 79 ]                          |
| Mnet       | 와이드 연예뉴스                                | 1월 9일               | 전원                   |                                 |
| tvN        | 세 얼간이                                      | 2월 4일               | 진영, 산들, 바로       | [ 80 ]                          |
| MBC        | 쇼! 음악중심                                   | 2월 9일 ~ 2월 23일    | 진영, 산들, 바로       | [ 81 ] [ 82 ] [ 83 ]            |
| SBS        | 설특집 가족 선물 퀴즈쇼                        | 2월 11일              | 바로                   |                                 |
| Mnet       | 와이드 연예뉴스                                | 3월 4일               | 전원                   | [ 84 ]                          |
| MBC        | 우리 결혼했어요                                | 3월 16일              | 바로                   | [ 85 ]                          |
| MBC MUSIC  | All The K-Pop                                  | 4월 2일 ~ 4월 9일     | 전원                   | [ 86 ]                          |
| KBS 2TV    | 불후의 명곡: 전설을 노래하다                   | 4월 6일               | 산들                   | [ 87 ]                          |
| MBC        | 코리안 뮤직 웨이브 인 방콕                     | 4월 6일               | 전원                   | [ 88 ]                          |
| JTBC       | 슈퍼 조인트 콘서트 인 타일랜드                 | 4월 13일              | 전원                   | [ 89 ]                          |
| JTBC       | 히든싱어                                       | 5월 4일               | 산들, 바로             |                                 |
| MBC        | 무한도전                                       | 5월 11일 ~ 5월 18일   | 전원                   | [ 90 ] [ 91 ]                   |
| MBC        | 블라인드 테스트쇼 180도                        | 5월 12일              | 바로                   |                                 |
| SBS        | 사랑의 리퀘스트                                | 5월 18일              | 전원                   |                                 |
| KBS 2TV    | 위기탈출 넘버원                                | 5월 20일              | 전원                   |                                 |
| KBS 2TV    | 출발드림팀 시즌 2                              | 5월 26일              | 신우, 바로             | [ 92 ] [ 93 ]                   |
| MBC every1 | 주간 아이돌                                    | 5월 29일              | 전원                   | [ 94 ] [ 95 ]                   |
| Mnet       | 와이드 연예뉴스 오픈 스튜디오                  | 5월 30일              | 전원                   |                                 |
| KBS 2TV    | 황금 카메라                                    | 5월 30일              | 바로                   |                                 |
| KBS 2TV    | 2013 드림콘서트                                | 5월 31일              | 전원                   |                                 |
| Mnet       | 비틀즈코드 시즌 2                              | 6월 3일               | 전원                   | [ 96 ] [ 97 ]                   |
| KBS 2TV    | 유희열의 스케치북                              | 6월 7일               | 전원                   | [ 98 ]                          |
| MBC        | 세바퀴                                         | 6월 15일              | 산들, 바로             | [ 99 ]                          |
| MBC        | 블라인드 테스트쇼 180도                        | 6월 16일 ~ 6월 30일   | 산들                   | [ 100 ] [ 101 ]                 |
| KBS 2TV    | 스타 패밀리쇼 맘마미아                         | 6월 16일              | 산들                   | [ 102 ]                         |
| Y-STAR     | 식신로드                                       | 6월 22일              | 신우, 바로, 공찬       |                                 |
| KBS 2TV    | 불후의 명곡: 전설을 노래하다                   | 6월 29일              | 산들, 신우, 바로       | [ 103 ]                         |
| SBS        | 놀라운 대회 스타킹                             | 6월 29일              | 산들, 공찬             |                                 |
| SBS        | 도전 1000곡                                    | 6월 30일              | 신우, 산들, 바로       | [ 104 ]                         |
| KBS 2TV    | 출발드림팀 시즌 2                              | 6월 30일              | 신우, 공찬             | [ 105 ]                         |
| KBS 2TV    | 불후의 명곡: 전설을 노래하다                   | 7월 13일              | 산들, 신우, 진영       | [ 106 ] [ 107 ]                 |
| KBS 2TV    | 대국민 토크쇼 안녕하세요                       | 8월 12일              | 산들, 진영             | [ 108 ]                         |
| MBC        | 스타 다이빙 쇼 스플래시                        | 9월 13일              | 공찬                   | [ 109 ]                         |
| MBC        | 제7회 아이돌 육상 풋살 양궁 선수권대회         | 9월 19일 ~ 9월 20일   | 전원                   | [ 110 ] [ 111 ]                 |
| MBC        | 추석특집 대장금에서 나가수까지                 | 10월 18일             | 전원                   | [ 112 ]                         |
| tvN        | 슈퍼스타K 게릴라콘서트                         | 11월 15일             | 전원                   | [ 113 ]                         |
| SBS        | 놀라운 대회 스타킹                             | 11월 23일 ~ 11월 30일 | 진영, 공찬             | [ 114 ]                         |
| SBS        | 도전 1000곡                                    | 12월 1일              | 산들, 진영, 공찬       | [ 115 ]                         |
| MBC        | 황금어장 라디오스타                            | 12월 4일              | 산들                   | [ 116 ] [ 117 ]                 |
| KBS 1TV    | 도전 골든벨                                    | 12월 8일              | 전원                   |                                 |
| Mnet       | 와이드 연예뉴스                                | 12월 16일             | 전원                   | [ 118 ]                         |
| KBS 2TV    | 2013 KBS 가요대축제                            | 12월 27일             | 전원                   | [ 119 ]                         |
| KBS 1TV    | 도전 골든벨                                    | 12월 29일             | 전원                   |                                 |
| SBS        | 2013 SBS 가요대전                              | 12월 29일             | 전원                   | [ 120 ]                         |
| MBC        | 2013 MBC 가요대제전                            | 12월 31일             | 전원                   | [ 121 ] [ 122 ]                 |
| 2014년     |                                                |                       |                        |                                 |
| JTBC       | 제 28회 골든디스크 어워즈                      | 1월 16일              | 전원                   | [ 123 ]                         |
| KBS 1TV    | 사랑의 리퀘스트                                | 1월 18일              | 전원                   |                                 |
| SBS        | 도전 1000곡                                    | 1월 19일 ~ 1월 26일   | 신우, 산들, 공찬       | [ 124 ] [ 125 ]                 |
| KBS 2TV    | 위기탈출 넘버원                                | 1월 20일              | 바로                   |                                 |
| tvN        | 현장토크쇼 택시                                | 1월 23일              | 바로                   | [ 126 ]                         |
| KBS Joy    | 제 23회 서울가요대상                           | 1월 23일              | 전원                   | [ 127 ]                         |
| KBS 2TV    | 유희열의 스케치북                              | 1월 24일              | 전원                   |                                 |
| KBS 2TV    | 대국민 토크쇼 안녕하세요                       | 1월 27일              | 진영, 바로             | [ 128 ]                         |
| 아리랑 TV  | After School Club                              | 1월 29일              | 전원                   |                                 |
| MBC        | 황금어장 라디오스타                            | 1월 29일              | 바로                   | [ 129 ]                         |
| MBC        | 아이돌스타 육상 양궁 풋살 컬링 선수권대회      | 1월 30일 ~ 1월 31일   | 전원                   |                                 |
| KBS 2TV    | 리얼 스포츠 투혼                               | 1월 30일              | 바로                   | [ 130 ]                         |
| SBS        | 스타 VS 국민도전자 페이스오프                  | 1월 31일              | 신우, 산들, 바로       | [ 131 ] [ 132 ]                 |
| tvN        | 노래로 응답하라 1994                           | 1월 31일              | 바로                   | [ 134 ]                         |
| SBS        | 놀라운 대회 스타킹                             | 2월 8일 ~ 2월 15일    | 진영, 신우, 산들, 공찬 | [ 135 ]                         |
| SBS        | 런닝맨                                         | 2월 9일               | 바로                   | [ 136 ] [ 137 ]                 |
| KBS 2TV    | 비타민                                         | 2월 12일              | 신우, 산들             | [ 138 ] [ 139 ]                 |
| KBS 1TV    | 열린음악회                                     | 2월 16일              | 전원                   |                                 |
| MBC every1 | 주간 아이돌                                    | 2월 19일              | 전원                   | [ 140 ] [ 141 ] [ 142 ] [ 143 ] |
| 투니버스   | 난감스쿨2                                      | 2월 28일              | 신우, 산들             | [ 144 ]                         |
| KBS 1TV    | 공사창립 41주년 특집 K-POP, 국악에게 길을 묻다 | 3월 2일               | 전원                   |                                 |
| KBS 1TV    | 대한민국 행복 발전소                           | 3월 5일               | 진영, 신우, 산들, 공찬 |                                 |
| MBC        | 음악여행 예스터데이                            | 3월 8일               | 전원                   | [ 145 ]                         |
| KBS 2TV    | 출발드림팀 시즌 2                              | 3월 9일               | 신우, 산들, 바로       | [ 146 ] [ 147 ]                 |
| KBS 2TV    | 불후의 명곡: 전설을 노래하다                   | 3월 15일 ~ 3월 22일   | 신우, 산들             | [ 148 ]                         |
| 네이버 TV  | 산들 생일 기념 생일파티 생중계                 | 3월 20일              | 전원                   | [ 149 ]                         |
| JTBC       | 제 50회 백상예술대상                           | 4월 27일              | 바로                   | [ 150 ]                         |
| Mnet       | 와이드 연예뉴스                                | 6월 2일               | 전원                   |                                 |
| SBS        | 런닝맨                                         | 6월 8일               | 바로                   | [ 151 ]                         |
| MBC        | 아이돌 풋살 월드컵                             | 6월 12일              | 바로                   | [ 152 ]                         |
| SBS        | 2014 드림콘서트                                | 6월 15일              | 전원                   | [ 153 ]                         |
| KBS 2TV    | 1 대 100                                       | 6월 17일              | 바로                   | [ 154 ]                         |
| SBS        | 런닝맨                                         | 6월 22일              | 진영                   | [ 155 ] [ 156 ] [ 157 ]         |
| Mnet       | 엠카운트다운 비긴즈                            | 7월 17일              | 전원                   | [ 158 ] [ 159 ] [ 160 ]         |
| SBS        | 사랑의 리퀘스트                                | 7월 19일              | 전원                   |                                 |
| KBS 2TV    | 위기탈출 넘버원                                | 7월 21일              | 공찬                   | [ 161 ]                         |
| KBS 2TV    | 해피투게더                                     | 7월 24일              | 진영, 바로             | [ 162 ] [ 163 ]                 |
| KBS 2TV    | 대국민 토크쇼 안녕하세요                       | 8월 4일               | 바로, 공찬             | [ 164 ] [ 165 ]                 |
| MBC MUSIC  | 피크닉 라이브 소풍                             | 8월 7일 ~ 8월 14일    | 전원                   | [ 166 ] [ 167 ]                 |
| KBS 2TV    | 유희열의 스케치북                              | 8월 8일               | 전원                   | [ 168 ] [ 169 ]                 |
| KBS 2TV    | 글로벌 리퀘스트 쇼 - 어송포유                  | 8월 9일               | 전원                   | [ 170 ]                         |
| KBS 2TV    | 출발드림팀 시즌 2                              | 8월 10일              | 신우, 산들             |                                 |
| MBC        | 섹션TV 연예통신                                | 8월 10일              | 전원                   | [ 171 ]                         |
| MBC every1 | 주간 아이돌                                    | 8월 13일              | 전원                   | [ 172 ] [ 173 ] [ 174 ]         |
| Mnet       | 와이드 연예뉴스                                | 8월 18일              | 전원                   |                                 |
| KBS 2TV    | 인간의 조건                                    | 8월 23일              | 바로, 공찬             | [ 175 ]                         |
| MBC        | 세바퀴                                         | 8월 23일              | 전원                   | [ 176 ] [ 177 ] [ 178 ]         |
| MBC        | 상암시대 개막특집 무한드림 MBC                 | 9월 1일               | 전원                   | [ 179 ]                         |
| MBC        | 코리안 뮤직 웨이브 인 베이징                   | 12월 6일              | 전원                   | [ 180 ]                         |
| MBC        | 황금어장 라디오스타                            | 12월 17일             | 바로                   | [ 181 ]                         |
| SBS        | 놀라운 대회 스타킹                             | 12월 20일 ~ 12월 27일 | 신우, 바로, 공찬       | [ 182 ] [ 183 ]                 |
| SBS        | 2014 SBS 가요대전                              | 12월 21일             | 전원                   | [ 184 ]                         |
| KBS 2TV    | 2014 KBS 가요대축제                            | 12월 26일             | 전원                   | [ 185 ]                         |
| SBS MTV    | 2014 BEST OF THE BEST                          | 12월 30일 ~ 1월 2일   | 공찬                   |                                 |
| MBC        | 2014 MBC 가요대제전                            | 12월 31일             | 전원                   | [ 186 ]                         |
| 2015년     |                                                |                       |                        |                                 |
| MBC        | 섹션TV 연예통신                                | 2월 1일               | 신우, 산들, 바로, 공찬 | [ 187 ]                         |
| KBS 2TV    | 불후의 명곡: 전설을 노래하다                   | 3월 7일 ~ 3월 14일    | 산들                   | [ 188 ]                         |
| KBS 2TV    | 출발드림팀 시즌 2                              | 3월 22일              | 산들                   | [ 189 ] [ 190 ]                 |
| MBC        | 섹션TV 연예통신                                | 3월 22일              | 바로                   | [ 191 ]                         |
| KBS 2TV    | 뮤비뱅크 스타더스트                            | 3월 25일              | 전원                   |                                 |
| 네이버 TV  | B1A4 4주년 기념 'D+1462'                       | 4월 23일              | 전원                   | [ 192 ]                         |
| KBS 2TV    | 불후의 명곡: 전설을 노래하다                   | 4월 25일              | 산들                   | [ 193 ] [ 194 ]                 |
| JTBC       | 엄마가 보고있다                                | 5월 9일               | 산들                   | [ 195 ]                         |
| JTBC       | 백인백곡 끝까지 간다                           | 5월 19일, 6월 2일     | 산들                   | [ 196 ]                         |
| KBS 1TV    | 도전! 골든벨                                   | 5월 24일              | 산들, 바로, 공찬       | [ 197 ]                         |
| Mnet       | 4가지쇼                                        | 5월 26일              | 전원                   | [ 198 ]                         |
| SBS        | 2015 드림콘서트                                | 5월 31일              | 전원                   | [ 199 ]                         |
| KBS 2TV    | 대국민 토크쇼 안녕하세요                       | 6월 1일               | 신우                   | [ 200 ] [ 201 ]                 |
| MBC        | 세바퀴                                         | 6월 5일               | 산들                   | [ 202 ]                         |
| KBS 2TV    | 불후의 명곡: 전설을 노래하다                   | 6월 13일 ~ 6월 20일   | 산들                   | [ 203 ]                         |
| KBS 1TV    | 아침마당                                       | 6월 16일              | 신우                   | [ 204 ]                         |
| SBS        | 잘먹고 잘사는 법                               | 6월 21일              | 산들, 바로, 공찬       | [ 205 ]                         |
| SBS        | 잘먹고 잘사는 법                               | 6월 28일              | 산들, 공찬             | [ 206 ] [ 207 ] [ 208 ]         |
| SBS        | 놀라운 대회 스타킹                             | 8월 1일 ~ 8월 8일     | 바로, 공찬             | [ 209 ]                         |
| V          | B1A4 깜짝 게릴라 콘서트                        | 8월 6일               | 전원                   | [ 210 ] [ 211 ] [ 212 ]         |
| MBC        | 세바퀴                                         | 8월 7일               | 바로                   | [ 213 ]                         |
| KBS 2TV    | 위기탈출 넘버원                                | 8월 10일              | 바로                   | [ 214 ]                         |
| KBS 2TV    | 대국민 토크쇼 안녕하세요                       | 8월 10일              | 진영, 산들, 공찬       | [ 215 ]                         |
| KBS 2TV    | 뮤비뱅크 스타더스트                            | 8월 12일              | 전원                   |                                 |
| 아리랑 TV  | After School Club                              | 8월 18일              | 전원                   |                                 |
| KBS 1TV    | 이웃집 찰스                                    | 8월 18일              | 공찬                   | [ 216 ] [ 217 ] [ 218 ]         |
| SBS        | 동상이몽, 괜찮아 괜찮아                        | 8월 22일              | 바로                   | [ 219 ]                         |
| KBS 2TV    | 해피투게더                                     | 8월 27일              | 산들, 공찬             | [ 220 ] [ 221 ]                 |
| Mnet       | 하트어택                                       | 8월 28일              | 전원                   | [ 222 ]                         |
| KBS 2TV    | 글로벌 리퀘스트 쇼 - 어송포유                  | 8월 30일              | 전원                   | [ 223 ] [ 224 ]                 |
| KBS 2TV    | 출발 드림팀 시즌2                              | 9월 27일              | 산들                   | [ 225 ]                         |
| MBC        | 아이돌스타 육상 씨름 농구 풋살 양궁 선수권대회 | 9월 28일 ~ 9월 29일   | 전원                   | [ 226 ]                         |
| KBS 2TV    | 전국 아이돌 노래자랑                           | 9월 28일              | 진영, 산들, 바로       | [ 227 ]                         |
| SBS        | 2015 경주 한류 드림콘서트                      | 10월 4일              | 전원                   | [ 228 ]                         |
| KBS 2TV    | 글로벌 리퀘스트 쇼 - 어송포유                  | 10월 11일 ~ 10월 18일 | 진영                   | [ 229 ]                         |
| JTBC       | 투유 프로젝트 - 슈가맨을 찾아서                | 10월 20일             | 진영, 바로             | [ 230 ]                         |
| KBS 2TV    | 아시아송 페스티벌                              | 10월 24일             | 전원                   | [ 231 ]                         |
| MBC        | 2015 인천 한류 관광콘서트                      | 10월 26일             | 전원                   | [ 232 ]                         |
| MBC        | 미스터리 음악쇼 복면가왕                       | 11월 15일 ~ 11월 22일 | 바로                   |                                 |

### 불후의 명곡
| 특집                | 선곡                                 | 방영 일자 | 순서 | 결과               | 가수               | 각주            |
| ------------------- | ------------------------------------ | --------- | ---- | ------------------ | ------------------ | --------------- |
| 2012년              |                                      |           |      |                    |                    |                 |
| 송대관 편           | 송대관 - 〈차표 한 장〉              | 10월 13일 | 6번  | 1패                | 산들, 신우, 바로   | [ 233 ]         |
| 전국노래자랑 편     | 박상철 - 〈무조건〉                  | 11월 3일  | 4번  | 1패                | 산들, 신우, 바로   | [ 234 ]         |
| 하춘화 편           | 하춘화 - 〈아리랑 목동〉             | 11월 10일 | 2번  | 1승 1패 / 322점    | 산들, 신우, 바로   | [ 235 ]         |
| 이용 편             | 이용 - 〈잊혀진 계절〉               | 11월 17일 | 5번  | 1승 1패 / 401점    | 산들               | [ 236 ]         |
| 배호 2편            | 배호 - 〈비 내리는 명동〉            | 12월 1일  | 8번  | 1패                | 산들, 진영, 바로   | [ 237 ]         |
| 김범룡 편           | 김영배 - 〈남자답게 사는 법〉        | 12월 8일  | 6번  | 1승 / 405점 (우승) | 산들, 바로         | [ 238 ]         |
| 겨울특집 편         | 터보 - 〈White Love〉                | 12월 15일 | 1번  | 1패                | 산들, 바로, 김유정 | [ 239 ]         |
| 2013년              |                                      |           |      |                    |                    |                 |
| 해바라기 1편        | 해바라기 - 〈나는 그대 품안에〉      | 4월 6일   | 2번  | 1패                | 산들               | [ 240 ]         |
| 설운도 1편          | 설운도 - 〈누이〉                    | 6월 29일  | 4번  | 1패                | 산들, 신우, 바로   | [ 241 ]         |
| DJ DOC 편           | DJ DOC - 〈DOC와 함께 춤을〉         | 7월 13일  | 2번  | 2승 1패 / 371점    | 산들, 진영, 신우   | [ 242 ]         |
| 임재범 편           | 시나위 - 〈그대 앞에 난 촛불이어라〉 | 10월 26일 | 7번  | 1승 / 421점 (우승) | 산들               | [ 243 ] [ 244 ] |
| 신승훈 편           | 신승훈 - 〈내 방식대로의 사랑〉      | 11월 2일  | 6번  | 1패                | 산들               | [ 245 ]         |
| 김정수&김국환 편    | 김국환 - 〈꽃순이를 아시나요〉       | 11월 9일  | 1번  | 1승 1패 / 347점    | 산들               | [ 246 ]         |
| 가을남자 특집 편    | 신중현 - 〈빗속의 여인〉             | 11월 16일 | 5번  | 1승 1패 / 422점    | 산들, 최민수       | [ 247 ]         |
| 박상민 편           | 박상민 - 〈하나의 사랑〉             | 11월 30일 | 2번  | 1패                | 산들               | [ 248 ]         |
| 윤상 편             | 황치훈 - 〈추억속의 그대〉           | 12월 21일 | 4번  | 1패                | 산들               | [ 249 ]         |
| 2014년              |                                      |           |      |                    |                    |                 |
| 이미자 1편          | 이미자 - 〈안 오실까봐〉             | 3월 15일  | 3번  | 1패                | 산들, 신우         | [ 250 ]         |
| 2015년              |                                      |           |      |                    |                    |                 |
| 왕중왕전 쇼쇼쇼 1편 | 김상희 - 〈코스모스 피어있는 길〉    | 3월 7일   | 2번  | 1패                | 산들               | [ 251 ]         |
| 서유석 편           | 서유석 - 〈뚝 잘라 말해〉            | 4월 25일  | 2번  | 2승 1패 / 389점    | 산들               | [ 252 ]         |
| 리메이크 명곡 1편   | 변진섭 - 〈그대 내게 다시〉          | 6월 13일  | 1번  | 3승 1패 / 388점    | 산들               | [ 253 ]         |

### 주간 아이돌
| 회차   | 방영 일자 | 코너                                      | 출연 멤버        | 비고                                                                | 각주                            |
| ------ | --------- | ----------------------------------------- | ---------------- | ------------------------------------------------------------------- | ------------------------------- |
| 2011년 |           |                                           |                  |                                                                     |                                 |
| 16회   | 11월 5일  | 레알 차트! 아이돌 셀프 랭킹               | 공찬             | 분양받고 싶은 귀요미 애완돌 9위                                     |                                 |
| 2012년 |           |                                           |                  |                                                                     |                                 |
| 26회   | 1월 14일  | 레알 차트! 아이돌 셀프 랭킹               | 공찬             | 걸그룹 올킬시킨 미모의 여장돌 8위                                   |                                 |
| 26회   | 1월 14일  | 금주의 아이돌                             | 전원             | 2012년을 빛낼 아이돌 특집                                           | [ 61 ]                          |
| 31회   | 2월 18일  | 레알 차트! 아이돌 셀프 랭킹               | 진영             | 마성의 팬 조련돌 7위                                                | [ 254 ]                         |
| 34회   | 3월 14일  | 레알 차트! 아이돌 셀프 랭킹               | 산들             | 인간승리 다이어트돌 5위                                             |                                 |
| 39회   | 4월 18일  | 레알 차트! 아이돌 셀프 랭킹               | 바로             | 우리 팀으로 뺏어오고 싶은 아이돌 10위                               |                                 |
| 40회   | 4월 25일  | 금주의 아이돌                             | 전원             | 〈BABY I'M SORRY〉 활동기                                           | [ 64 ] [ 65 ]                   |
| 54회   | 8월 1일   | 레알 차트! 아이돌 셀프 랭킹               | 바로             | 男 100m 국가대표 올림픽돌                                           | [ 255 ]                         |
| 62회   | 9월 26일  | 레알 차트! 아이돌 셀프 랭킹               | 신우             | 고향을 빛낸 지방돌 10위                                             |                                 |
| 73회   | 12월 12일 | 금주의 아이돌                             | 전원             | 〈걸어 본다〉 활동기                                                | [ 256 ] [ 257 ]                 |
| 2013년 |           |                                           |                  |                                                                     |                                 |
| 80회   | 1월 30일  | 레알 차트! 아이돌 셀프 랭킹               | 진영             | 보약 한 첩 지어주고 싶은 허약돌 7위                                 | [ 258 ]                         |
| 84회   | 2월 27일  | 레알 차트! 아이돌 셀프 랭킹               | 바로             | 걸그룹 댄스능력자 7위                                               |                                 |
| 86회   | 3월 13일  | 레알 차트! 아이돌 셀프 랭킹               | 산들, 바로       | 아이돌 개그콤비 7위                                                 |                                 |
| 97회   | 5월 29일  | 금주의 아이돌                             | 전원             | 〈이게 무슨 일이야〉 활동기                                         | [ 259 ] [ 260 ]                 |
| 118회  | 10월 23일 | 신개념 아이돌 퀴즈 알랑가 몰라 둘 중 하나 | 산들, 바로       | 마지막 고기를 낚아챈 멤버는? (A. 산들 B. 바로)                      |                                 |
| 126회  | 12월 18일 | 신개념 아이돌 퀴즈 알랑가 몰라 둘 중 하나 | 진영, 바로, 공찬 | 진영이 챙겨갔던 여권의 주인은? (A. 바로 B. 공찬)                    |                                 |
| 2014년 |           |                                           |                  |                                                                     |                                 |
| 131회  | 1월 22일  | 신개념 아이돌 퀴즈 알랑가 몰라 둘 중 하나 | 산들             | 산들이 떡볶이에 찍어먹는 것은? (A. 소금 B. 설탕)                    |                                 |
| 132회  | 1월 29일  | 신개념 아이돌 퀴즈 알랑가 몰라 둘 중 하나 | 진영             | 비스트의 사진을 찍어준 것은 누구? (A. 진영 B. 종현)                 |                                 |
| 132회  | 1월 29일  | 신개념 아이돌 퀴즈 알랑가 몰라 둘 중 하나 | 신우             | 신우가 키우는 식물 종류는? (A. 오이 B. 방울토마토)                  |                                 |
| 134회  | 2월 12일  | 신개념 아이돌 퀴즈 알랑가 몰라 둘 중 하나 | 전원             | B1A4의 앨범 Who Am I는 총 몇 페이지? (A. 121p B. 144p)              | [ 261 ]                         |
| 135회  | 2월 19일  | 금주의 아이돌                             | 전원             | 〈Lonely (없구나)〉 활동기                                          | [ 262 ] [ 263 ] [ 264 ] [ 265 ] |
| 136회  | 2월 26일  | 신개념 아이돌 퀴즈 알랑가 몰라 둘 중 하나 | 전원             | 진영의 어린 시절 사진은 어느 쪽? (A. 이 아기 B. 요 아기)            |                                 |
| 158회  | 8월 6일   | 신개념 아이돌 퀴즈 알랑가 몰라 둘 중 하나 | 진영             | 진영의 허벅지 둘레는 몇 cm? (A. 41 cm B. 46 cm)                     |                                 |
| 159회  | 8월 13일  | 신개념 아이돌 퀴즈 알랑가 몰라 둘 중 하나 | 전원             | 바로가 연습을 빠지고 몰래 청바지를 사러간 곳은? (A. 명동 B. 동대문) |                                 |
| 159회  | 8월 13일  | 금주의 아이돌                             | 전원             | 〈SOLO DAY〉 활동기                                                 | [ 266 ] [ 267 ] [ 268 ] [ 269 ] |
| 160회  | 8월 20일  | 신개념 아이돌 퀴즈 알랑가 몰라 둘 중 하나 | 전원             | 블락비 멤버들에게 사랑받는 B1A4 멤버는? (A. 바로 B. 산들)           |                                 |
| 161회  | 8월 27일  | 신개념 아이돌 퀴즈 알랑가 몰라 둘 중 하나 | 전원             | B1A4가 뽑은 EXO-K에서 가장 멋있는 멤버는? (A. 카이 B. 찬열)         |                                 |
| 2015년 |           |                                           |                  |                                                                     |                                 |
| 192회  | 4월 1일   | 신개념 아이돌 퀴즈 알랑가 몰라 둘 중 하나 | 산들             | 두주니즈 3은 어떤 아이돌? (A. 산들 B. 이승훈)                       |                                 |

## 라디오

### 고정 출연
| 방송국     | 라디오 프로그램             | 기간                  | 출연 멤버  | 코너                        |
| ---------- | --------------------------- | --------------------- | ---------- | --------------------------- |
| 2011년     |                             |                       |            |                             |
| KBS 쿨FM   | 슈퍼주니어의 키스 더 라디오 | 10월 11일 ~ 12월 27일 | 산들       | '기가 막히고 코가 막힌다'   |
| 2012년     |                             |                       |            |                             |
| MBC 표준FM | 신동의 심심타파             | 6월 22일 ~ 5월 27일   | 바로       | '열세바퀴' '작작 노라유~'   |
| 2013년     |                             |                       |            |                             |
| MBC 표준FM | 신동의 심심타파             | 7월 8일 ~ 12월 10일   | 신우       | '작작 노라유~' '오글주의보' |
| 2014년     |                             |                       |            |                             |
| MBC 표준FM | 신동의 심심타파             | 2월 4일 ~ 6월 17일    | 신우, 공찬 | '오글주의보'                |
| 2015년     |                             |                       |            |                             |
| KBS 쿨FM   | 슈퍼주니어의 키스 더 라디오 | 1월 7일 ~ 1월 28일    | 신우       | '답장, 너'                  |

### 게스트 출연
| 방송국     | 라디오 프로그램             | 기간      | 출연 멤버              | 동반 출연              | 비고                                                        |
| ---------- | --------------------------- | --------- | ---------------------- | ---------------------- | ----------------------------------------------------------- |
| 2011년     |                             |           |                        |                        |                                                             |
| MBC 표준FM | 박경림의 별이 빛나는 밤에   | 5월 3일   | 전원                   | 빈칸                   | Let's Fly 발매 프로모션                                     |
| MBC 표준FM | 박경림의 별이 빛나는 밤에   | 5월 6일   | 전원                   | 빈칸                   | Let's Fly 발매 프로모션                                     |
| MBC 표준FM | 신동 박규리의 심심타파      | 5월 26일  | 전원                   | 빈칸                   | Let's Fly 발매 프로모션                                     |
| MBC 표준FM | 신동 박규리의 심심타파      | 6월 7일   | 신우, 바로             | 이국주                 | Let's Fly 발매 프로모션                                     |
| KBS 쿨FM   | 슈퍼주니어의 키스 더 라디오 | 6월 14일  | 진영, 신우, 산들, 바로 | 빈칸                   | Let's Fly 발매 프로모션                                     |
| MBC 표준FM | 신동 박규리의 심심타파      | 6월 14일  | 진영, 산들             | 이국주                 | Let's Fly 발매 프로모션                                     |
| MBC 표준FM | 신동 박규리의 심심타파      | 9월 19일  | 전원                   | 빈칸                   | It B1A4 발매 프로모션                                       |
| KBS 쿨FM   | 슈퍼주니어의 키스 더 라디오 | 10월 4일  | 전원                   | 빈칸                   | It B1A4 발매 프로모션                                       |
| SBS 파워FM | 정선희의 오늘 같은 밤       | 10월 25일 | 전원                   | 빈칸                   | It B1A4 발매 프로모션                                       |
| MBC 표준FM | 신동의 심심타파             | 11월 17일 | 전원                   | 블락비                 | 슈퍼쇼4 때문에 불참한 DJ 신동을 대신해 투입, 진영 스페셜 DJ |
| 2012년     |                             |           |                        |                        |                                                             |
| MBC 표준FM | 신동의 심심타파             | 3월 21일  | 전원                   | 빈칸                   | THE B1A4 I IGNITION 발매 프로모션                           |
| MBC 표준FM | 윤하의 별이 빛나는 밤에     | 3월 27일  | 전원                   | 빈칸                   | THE B1A4 I IGNITION 발매 프로모션                           |
| KBS 쿨FM   | 슈퍼주니어의 키스 더 라디오 | 3월 31일  | 전원                   | 빈칸                   | THE B1A4 I IGNITION 발매 프로모션                           |
| MBC FM4U   | 간미연의 친한친구           | 4월 5일   | 전원                   | 빈칸                   | THE B1A4 I IGNITION 발매 프로모션                           |
| MBC 표준FM | 윤하의 별이 빛나는 밤에     | 4월 14일  | 산들                   | 빈칸                   | THE B1A4 I IGNITION 발매 프로모션                           |
| MBC 표준FM | 신동의 심심타파             | 4월 24일  | 진영, 바로             | 이국주, 조문근, 일락   | THE B1A4 I IGNITION 발매 프로모션                           |
| MBC 표준FM | 신동의 심심타파             | 6월 6일   | 전원                   | 빈칸                   | THE B1A4 I IGNITION SPECIAL EDITION 발매 프로모션           |
| MBC 표준FM | 윤하의 별이 빛나는 밤에     | 8월 7일   | 진영, 신우             | 방용국, 힘찬           |                                                             |
| MBC 표준FM | 윤하의 별이 빛나는 밤에     | 8월 15일  | 진영                   | 예은, 정민, 엘조, 오직 |                                                             |
| MBC 표준FM | 신동의 심심타파             | 11월 19일 | 전원                   | 빈칸                   | In The Wind 발매 프로모션                                   |
| KBS 쿨FM   | 슈퍼주니어의 키스 더 라디오 | 12월 15일 | 전원                   | 빈칸                   | In The Wind 발매 프로모션                                   |
| SBS 파워FM | 두시탈출 컬투쇼             | 12월 27일 | 전원                   | 걸스데이               | In The Wind 발매 프로모션                                   |
| MBC 표준FM | 신동의 심심타파             | 12월 31일 | 전원                   | 빈칸                   |                                                             |
| 2013년     |                             |           |                        |                        |                                                             |
| MBC FM4U   | 유세윤과 뮤지의 친한친구    | 1월 2일   | 전원                   | 빈칸                   | In The Wind 발매 프로모션                                   |
| KBS 쿨FM   | 슈퍼주니어의 키스 더 라디오 | 3월 20일  | 산들                   | 미, 신용재, 김지수     |                                                             |
| MBC 표준FM | 신동의 심심타파             | 5월 13일  | 전원                   | 빈칸                   | 이게 무슨 일이야 발매 프로모션                              |
| SBS 파워FM | 붐의 영스트리트             | 5월 17일  | 전원                   | 빈칸                   | 이게 무슨 일이야 발매 프로모션                              |
| KBS 쿨FM   | 슈퍼주니어의 키스 더 라디오 | 5월 24일  | 신우                   | 레이디 제인            | 이게 무슨 일이야 발매 프로모션                              |
| SBS 파워FM | 최화정의 파워 타임          | 6월 11일  | 전원                   | 빈칸                   | 이게 무슨 일이야 발매 프로모션                              |
| KBS 쿨FM   | 슈퍼주니어의 키스 더 라디오 | 6월 12일  | 산들                   | 주니엘, 케빈, 김지수   | 이게 무슨 일이야 발매 프로모션                              |
| MBC 표준FM | 신동의 심심타파             | 6월 17일  | 산들, 공찬             | 장희영, 추대엽         |                                                             |
| MBC 표준FM | 신동의 심심타파             | 6월 24일  | 산들                   | 장희영, 추대엽         |                                                             |
| MBC 표준FM | 신동의 심심타파             | 11월 6일  | 바로                   | 손호준                 | 스페셜 DJ, 응답하라 1994 프로모션                           |
| 2014년     |                             |           |                        |                        |                                                             |
| MBC 표준FM | 신동의 심심타파             | 1월 7일   | 진영, 신우, 공찬       | 유나                   | 스페셜 DJ                                                   |
| MBC 표준FM | 신동의 심심타파             | 1월 21일  | 전원                   | 빈칸                   | Who Am I 발매 프로모션                                      |
| SBS 파워FM | 박소현의 러브 게임          | 1월 31일  | 전원                   | 빈칸                   | Who Am I 발매 프로모션                                      |
| KBS 쿨FM   | 슈퍼주니어의 키스 더 라디오 | 2월 6일   | 전원                   | 빈칸                   | Who Am I 발매 프로모션                                      |
| KBS 쿨FM   | 조정치 하림의 2시           | 2월 7일   | 전원                   | 정소라                 | Who Am I 발매 프로모션                                      |
| SBS 파워FM | 두시탈출 컬투쇼             | 2월 27일  | 진영, 신우, 산들, 공찬 | 빈칸                   | Who Am I 발매 프로모션                                      |
| KBS 쿨FM   | 조정치 장동민의 2시         | 7월 25일  | 전원                   | 빈칸                   | SOLO DAY 발매 프로모션                                      |
| KBS 쿨FM   | 슈퍼주니어의 키스 더 라디오 | 7월 29일  | 전원                   | 빈칸                   | SOLO DAY 발매 프로모션                                      |
| SBS 파워FM | 두시탈출 컬투쇼             | 7월 31일  | 전원                   | 빈칸                   | SOLO DAY 발매 프로모션                                      |
| SBS 파워FM | 최화정의 파워 타임          | 8월 6일   | 전원                   | 빈칸                   | SOLO DAY 발매 프로모션                                      |
| MBC 표준FM | 윤하의 별이 빛나는 밤에     | 8월 6일   | 전원                   | 빈칸                   | SOLO DAY 발매 프로모션                                      |
| SBS 파워FM | 케이윌의 영스트리트         | 8월 17일  | 전원                   | 빈칸                   | SOLO DAY 발매 프로모션                                      |
| SBS 파워FM | 두시탈출 컬투쇼             | 11월 22일 | 산들                   | 손호영, 가희           | 올슉업 프로모션                                             |
| 2015년     |                             |           |                        |                        |                                                             |
| SBS 파워FM | 두시탈출 컬투쇼             | 1월 27일  | 바로                   | 육중완                 | 정글의 법칙 프로모션                                        |
| 도쿄 FM    | 스카이 로켓 컴퍼니          | 3월 12일  | 전원                   | 빈칸                   |                                                             |
| MBC FM4U   | 두시의 데이트 박경림입니다  | 5월 12일  | 산들                   | 가희, 이창민           | 복면가왕 특집                                               |
| KBS 쿨FM   | 슈퍼주니어의 키스 더 라디오 | 8월 12일  | 전원                   | 빈칸                   | Sweet Girl 발매 프로모션                                    |
| SBS 파워FM | 이국주의 영스트리트         | 8월 17일  | 전원                   | 빈칸                   | Sweet Girl 발매 프로모션                                    |
| MBC 표준FM | 허경환의 별이 빛나는 밤에   | 8월 17일  | 진영, 신우, 산들, 바로 | 레이나                 | Sweet Girl 발매 프로모션                                    |
| MBC 표준FM | 정준영의 심심타파           | 8월 18일  | 전원                   | 빈칸                   | Sweet Girl 발매 프로모션                                    |
| MBC FM4U   | 두시의 데이트 박경림입니다  | 8월 18일  | 전원                   | 빈칸                   | Sweet Girl 발매 프로모션                                    |
| SBS 파워FM | 김창렬의 올드 스쿨          | 8월 20일  | 전원                   | 빈칸                   | Sweet Girl 발매 프로모션                                    |
| MBC 표준FM | 허경환의 별이 빛나는 밤에   | 8월 21일  | 전원                   | 빈칸                   | Sweet Girl 발매 프로모션                                    |
| SBS 파워FM | 박소현의 러브 게임          | 8월 28일  | 진영, 신우, 바로, 공찬 | 빈칸                   | Sweet Girl 발매 프로모션                                    |
| KBS 쿨FM   | 케이팝 플래닛               | 9월 6일   | 바로, 공찬             | 빈칸                   | Sweet Girl 발매 프로모션                                    |

## 진행
| 방송사     | 제목                          | 날짜                | 해당 멤버        | 비고                                         |
| ---------- | ----------------------------- | ------------------- | ---------------- | -------------------------------------------- |
| 2011년     |                               |                     |                  |                                              |
| MBC 표준FM | 신동의 심심타파               | 11월 18일           | 진영             | 스페셜 MC, 지코와 동반 진행                  |
| 2012년     |                               |                     |                  |                                              |
| MBC 표준FM | 신동의 심심타파               | 7월 27일            | 신우, 바로       | 스페셜 DJ                                    |
| Mnet       | 엠카운트다운                  | 12월 13일           | 산들, 바로       | 스페셜 MC                                    |
| 2013년     |                               |                     |                  |                                              |
| MBC 표준FM | 신동의 심심타파               | 4월 22일            | 산들, 바로       | 스페셜 DJ                                    |
| Mnet       | 엠카운트다운                  | 5월 16일            | 진영, 바로       | 스페셜 MC                                    |
| MBC 표준FM | 신동의 심심타파               | 7월 15일            | 신우, 공찬       | 스페셜 DJ                                    |
| MBC 표준FM | 신동의 심심타파               | 8월 12일            | 신우, 산들       | 스페셜 DJ                                    |
| MBC 표준FM | 신동의 심심타파               | 11월 16일           | 바로             | 스페셜 MC, 손호준과 동반 진행                |
| 2014년     |                               |                     |                  |                                              |
| MBC 표준FM | 신동의 심심타파               | 1월 7일             | 진영, 신우, 공찬 | 스페셜 DJ                                    |
| SBS        | SBS 인기가요                  | 2월 10일            | 바로             | 스페셜 MC                                    |
| Mnet       | 엠카운트다운 비긴즈           | 7월 17일            | 산들             | 스페셜 MC                                    |
| SBS        | SBS 인기가요                  | 8월 17일            | 바로             | 스페셜 MC                                    |
| SBS        | SBS 가요대전                  | 12월 21일           | 바로             | 정용화, 닉쿤, 엘, 송민호, 송지효와 동반 진행 |
| SBS MTV    | 2014 BEST OF THE BEST         | 12월 30일 ~ 1월 2일 | 공찬             | 조현영과 동반 진행                           |
| 2015년     |                               |                     |                  |                                              |
| JTBC       | 엄마가 보고있다               | 5월 9일             | 산들             | 스페셜 MC                                    |
| KBS 2TV    | 글로벌 리퀘스트 쇼 - 어송포유 | 7월 19일 ~ 현재     | 공찬             | 강인, 엠버와 동반 진행                       |
| MBC        | 쇼! 음악중심                  | 8월 8일             | 산들             | 스페셜 MC                                    |
| SBS        | SBS 인기가요                  | 9월 6일             | 바로             | 스페셜 MC                                    |
| SBS        | 2015 경주 한류 드림콘서트     | 9월 20일            | 산들, 바로       | 손나은과 동반 진행                           |

## 콘서트

### 단독 콘서트
| 콘서트                                 | 기간                  | 투어 국가                                                               |
| -------------------------------------- | --------------------- | ----------------------------------------------------------------------- |
| 2012년                                 |                       |                                                                         |
| 1st BABA B1A4 Concert                  | 12월 8일 ~ 3월 12일   | 대한민국 일본 대만 인도네시아                                           |
| 2013년                                 |                       |                                                                         |
| 2013 B1A4 Limited Show AMAZING STORE   | 8월 7일 ~ 9월 20일    | 대한민국 일본                                                           |
| 2014년                                 |                       |                                                                         |
| 2014 B1A4 Concert THE CLASS            | 2월 15일 ~ 3월 1일    | 대한민국                                                                |
| B1A4 Live Tour 2014 LISTEN TO THE B1A4 | 4월 5일 ~ 4월 10일    | 일본                                                                    |
| 2014 B1A4 Road Trip - READY?           | 8월 23일 ~ 11월 16일  | 대만 중국 필리핀 오스트레일리아 일본 미국 대한민국                      |
| 2015년                                 |                       |                                                                         |
| B1A4 ADVENTURE 2015                    | 9월 12일 ~ 1월 31일   | 대한민국 미국 멕시코 푸에르토리코 일본 홍콩 핀란드 독일 스페인 싱가포르 |
| 크리스마스 기념 일본 라이브 콘서트     | 12월 23일 ~ 12월 25일 | 일본                                                                    |

### 행사 및 콘서트 참여
| 콘서트                                               | 시일      | 장소                                       |
| ---------------------------------------------------- | --------- | ------------------------------------------ |
| 2011년                                               |           |                                            |
| 사랑나눔 M 슈퍼 콘서트                               | 5월 14일  | 슈퍼컨덴션 센터 야외광장                   |
| LIVE POWER MUSIC                                     | 5월 19일  | 제천시 세명대학교                          |
| 동안성 죽주 문화축제                                 | 6월 12일  | 죽산면 복지회관 앞 일원                    |
| 봉화 은어축제 개막공연                               | 7월 30일  | 봉화읍 내성천 일원                         |
| 이스타항공 희망콘서트                                | 9월 23일  | 전북대학교 대운동장                        |
| MBC 경남 출범 축하쇼 우리함께                        | 9월 27일  | 마산종합운동장                             |
| 지구살리기 그린콘서트                                | 9월 28일  | 마산 실내체육관                            |
| K-POP 로드쇼                                         | 10월 3일  | 경주 실내체육관                            |
| 퍼포밍 아트 콘서트                                   | 10월 9일  | 서울광장                                   |
| 한마음 대축제                                        | 10월 16일 | 인천 삼산월드체육관                        |
| 2012 여수세계박람회 성공기원 특집 콘서트             | 10월 22일 | 일산 호수공원 한울광장                     |
| 2011 슈퍼모델 선발대회 축하공연                      | 10월 25일 | 부산 광안리 해수욕장                       |
| 부산여자대학교 축제                                  | 10월 27일 | 부산여자대학교                             |
| 전국 틴틴 페스타                                     | 10월 29일 | 금산인삼축제 메인 특설무대                 |
| 2011 대한민국 청소년 가요제                          | 10월 30일 | 울산대학교 본관 잔디광장                   |
| 순천 장류축제 개막식                                 | 11월 4일  | 전통고추장 민속마을 특설무대               |
| 2011 사랑나눔 콘서트                                 | 11월 6일  | 올림픽공원 체조경기장                      |
| 2011 SBS 희망TV                                      | 11월 12일 | 올림픽 공원 핸드볼경기장                   |
| 제 2회 꿈과 미래를 향한 MIND UP                      | 11월 27일 | 도원실내체육관                             |
| 에이즈 예방 캠페인 콘서트                            | 12월 1일  | SC제일은행 본사 스탠다드차타드홀           |
| MOST AMASING 2011                                    | 12월 3일  | 쿠알라룸프르                               |
| 한류위크콘서트                                       | 12월 4일  | 평창 용평돔                                |
| WINTER FESTIVAL                                      | 12월 24일 | 오크밸리 스노우파크                        |
| 크리스마스 특집 콘서트                               | 12월 24일 | 롯데월드 가든스테이지                      |
| 2012년                                               |           |                                            |
| 2018 평창 동계올림픽 성공기원 콘서트                 | 1월 17일  | 평창 용평돔 체육관                         |
| 발렌타인데이 특집 콘서트                             | 2월 14일  | 롯데월드 가든스테이지                      |
| K-POP 콘서트                                         | 3월 3일   | 롯데월드 가든스테이지                      |
| MBC MUSIC K-POP 콘서트                               | 4월 9일   | 진도읍 향토문화회관                        |
| 2012 평택 아시아 역도 선수권 대회 개최식             | 4월 23일  | 평택시 이충문화센터                        |
| 2012 희망TV SBS 나눔콘서트                           | 4월 24일  | 강남역 M-STAGE                             |
| 롯데시네마 미친 나이트파티 Vol.2                     | 4월 27일  | 롯데월드 가든스테이지                      |
| 원음공개방송                                         | 4월 28일  | 대전 엑스포 과학공원 특설무대              |
| 2012 드림콘서트                                      | 5월 12일  | 서울 월드컵경기장                          |
| 경남 청소년 한마음 축제                              | 5월 19일  | 양산 종합 운동장                           |
| 단양 제 30회 소백산 철쭉제 기념 충주 MBC 특집콘서트  | 5월 26일  | 단양군 선착장 수변무대                     |
| Boyz Nite Out K-POP Festival                         | 6월 15일  | 싱가포르 인도어 스타디움                   |
| 엑스포 팝 페스티벌                                   | 6월 19일  | 여수 엑스포 특설무대                       |
| 광주 MBC 특집 축하방송                               | 6월 24일  | 영광 법성포                                |
| 2012 아시아송 페스티벌                               | 8월 4일   | 여수세계박람회장 특설무대                  |
| Mo.A Concert                                         | 8월 26일  | 광저우                                     |
| K-POP LOVERS                                         | 8월 29일  | 타워레코드                                 |
| 메자마시 라이브                                      | 8월 31일  | 합중국 MY BEAT 스타디움                    |
| 재능기부 콘서트                                      | 9월 1일   | 원주 중앙시장 특설무대                     |
| KMF 2012                                             | 9월 15일  | 삿포로 니토리문화홀                        |
| KMF 2012                                             | 9월 17일  | 도쿄 시부야공회당                          |
| 2012 한류 드림콘서트                                 | 9월 23일  | 경주 시민 운동장                           |
| 강화 개천 대축제                                     | 10월 2일  | 강화 공설운동장                            |
| 제 3회 경상북도 평생학습축제 개막식                  | 10월 5일  | 김천종합스포츠타운 보조경기장 특설무대     |
| 영주 풍기 인삼축제                                   | 10월 6일  | 영주시 풍기읍 인삼축제장 메인무대          |
| Love-con in KOBE                                     | 10월 20일 | 고베                                       |
| Kpop Festival Live In 베트남                         | 11월 24일 | 베트남                                     |
| 2013년                                               |           |                                            |
| 2013 양양 K-POP 콘서트                               | 2월 23일  | 강원도 양양 낙산해수욕장                   |
| 코리안 뮤직 웨이브 인 방콕 2013                      | 3월 16일  | 방콕                                       |
| 슈퍼 조인트 콘서트 인 타일랜드                       | 3월 30일  | 태국                                       |
| 2013 울산 슈퍼콘서트                                 | 4월 20일  | 태화강대공원                               |
| 제 4회 K-POP Collection in Seoul                     | 4월 21일  | 올림픽체조경기장                           |
| 경남도민체육대회                                     | 4월 26일  | 강원도 정선군 종합경기장                   |
| 2013 드림콘서트                                      | 5월 11일  | 서울 상암 월드컵 경기장                    |
| 제 4회 K-POP Collection In Seoul                     | 5월 21일  | 올림픽 체조경기장                          |
| 경남도민 체육대회                                    | 5월 26일  | 삼천포 종합운동장                          |
| 2013 포항 시민 가요제                                | 6월 8일   | 해도공원                                   |
| 강원도민 체육대회                                    | 6월 10일  | 정선 종합 경기장 메인스타디움              |
| 52회 충북 도민 체육대회                              | 6월 13일  | 음성 종합운동장 외 보조경기장              |
| 서울대학교 행사                                      | 6월 15일  | 서울대학교 문화원 대강당                   |
| 멜론 땡큐콘서트                                      | 9월 7일   | 올림픽 체조경기장                          |
| 제 3회 중국인 유학생 페스티벌 K-POP Concert          | 10월 3일  | 청주 밀레니엄 타운                         |
| GS&CONCERT 2013                                      | 10월 26일 | 잠실 실내체육관                            |
| 용기백배 콘서트                                      | 10월 26일 | 순천향대학교 대운동장                      |
| 다문화 가정돕기 콘서트                               | 11월 1일  | 용산 아이파크 몰                           |
| 2014 동아시아 문화도시 선정 기념 K-POP CONCERT       | 11월 8일  | 광주 상무시민공원                          |
| 부산 MBC 2013 슈퍼 디셈버 콘서트                     | 12월 12일 | 부산 벡스코 오디토리움                     |
| 2014년                                               |           |                                            |
| 하이 하이 콘서트                                     | 1월 11일  | 강원랜드 컨벤션 호텔 컨벤션 홀             |
| 서울종합예술학교 입학식 축하공연                     | 2월 27일  | 올림픽공원 올림픽홀                        |
| 2014 롯데면세점 패밀리 콘서트                        | 4월 18일  | 올림픽 체조경기장                          |
| 제 12회 코리아 타임즈 할리우드 볼 2014 뮤직 페스티벌 | 5월 3일   | LA 할리우드볼                              |
| 2014 드림콘서트                                      | 6월 7일   | 서울 월드컵 경기장                         |
| 하이원 K-Pop 콘서트                                  | 6월 14일  | 하이원 광장                                |
| 2014 국제 청소년 야영대회                            | 7월 30일  | 전북 무주 태권도원                         |
| 청심 뮤직 페스티벌                                   | 8월 2일   | 청심 평화 월드센터                         |
| 울산 서머페스티벌 프라임 콘서트                      | 8월 3일   | 울산 종합운동장 보조구장                   |
| 제 4회 중국인 유학생 페스티벌                        | 9월 12일  | 청주 예술의 전당 주무대                    |
| I WANT MUSIC COOL In Macao                           | 9월 13일  | COTAI ARENA                                |
| MBC Korean Music Wave In Beijing 2014                | 10월 25일 | 베이징 올림픽 주 경기장                    |
| 코리안 페스티벌 2014 In Singapore, K-STAR            | 11월 22일 | KSTAR FanFest                              |
| 롯데몰 BIG STAR CONCERT                              | 12월 24일 | 롯데몰 동부산점 산토리니 분수광장 특설무대 |
| 2015년                                               |           |                                            |
| 2015 니팝콘서트                                      | 1월 31일  | 악스홀                                     |
| 수원FC 홈 개막전                                     | 3월 28일  | 수원 종합 운동장                           |
| 초록우산 어린이재단과 함께 하는 K-POP 콘서트         | 4월 14일  | 제주 한라체육관                            |
| 2015 드림콘서트                                      | 5월 23일  | 서울 월드컵 경기장                         |
| 제 54회 충북도민 체육대회                            | 7월 2일   | 청주종합경기장                             |
| 한중일 모터스포츠 페스티벌                           | 7월 19일  | 코리아 인터내셔널 서킷 영양 F1 경기장      |
| 하이원 쿨썸머 콘서트                                 | 8월 1일   | 하이원 광장                                |
| 서울랜드 한 여름밤의 뮤직 페스티벌                   | 8월 2일   | 서울랜드 삼천리극장                        |
| B1A4 게릴라 콘서트                                   | 8월 6일   | 서울 강남역 M스테이지                      |
| 2015 대한민국 음악대향연                             | 8월 9일   | 청초호 엑스포장                            |
| 해운대 해수욕장 개장 50주년 콘서트                   | 8월 13일  | 해운대 해수욕장                            |
| 2015 DMZ 평화콘서트                                  | 8월 14일  | 임진각 평화누리 음악의 언덕                |
| DMC 페스티벌 K-POP 슈퍼콘서트                        | 9월 5일   | 상암문화광장                               |
| 2015 담양 세계대나무박람회                           | 9월 17일  | 담양 추성경기장                            |
| 제 15회 LG 드림 페스티벌                             | 9월 19일  | 구미 시민운동장                            |
| 2015 경주 한류 드림 페스티벌                         | 9월 20일  | 경주 시민운동장                            |
| 청주 청원생명축제 개막식                             | 10월 2일  | 미래지 농촌 테마공원                       |
| 제 5회 중국인 유학생 페스티벌 K-Pop Music Concert    | 10월 8일  | 청주 종합운동장                            |
| 2015 아시아송 페스티벌                               | 10월 12일 | 부산 아시아드주경기장                      |
| LH 열린경기장                                        | 10월 14일 | 진주시 종합경기장                          |
| K-POP Festival In Chaina                             | 10월 24일 | 상하이 홍커우 경기장                       |
| 제 3회 서울구로국제 어린이 영화제 개막식 축하공연    | 10월 30일 | 고척스카이돔                               |
| 문화기술상 시상식 축하공연                           | 10월 30일 | 고척스카이돔                               |
| G마켓 콘서트 StayG7                                  | 11월 4일  | 잠실실내체육관                             |
| SGC SUPER LIVE IN SINGAPORE                          | 12월 19일 | 싱가포르                                   |

## 언론 시사회 참여
| 시사회                                      | 시일      | 참여 멤버              | 장소                                  |
| ------------------------------------------- | --------- | ---------------------- | ------------------------------------- |
| 2011년                                      |           |                        |                                       |
| 빅콜라 기자회견                             | 7월 28일  | 전원                   | 태국                                  |
| 2012년                                      |           |                        |                                       |
| 선녀가 필요해 제작발표회                    | 2월 7일   | 신우                   | 서울 대치동 컨벤션 디아망             |
| B1A4의 헬로 베이비 제작발표회               | 7월 24일  | 진영, 신우, 산들, 바로 | 서울 강남구 노보텔 앰배서더           |
| 2013년                                      |           |                        |                                       |
| 터보 드림시사회                             | 7월 17일  | 진영, 신우, 바로, 공찬 | 서울 영등포 CGV                       |
| 수상한 그녀 제작보고회                      | 12월 16일 | 진영                   | 서울 압구정 CGV                       |
| 2014년                                      |           |                        |                                       |
| 수상한 그녀 언론시사회 및 기자간담회        | 1월 6일   | 진영                   | 서울 왕십리 CGV                       |
| 수상한 그녀 VIP 시사회                      | 1월 14일  | 진영, 공찬             | 서울 왕십리 CGV                       |
| 수상한 그녀 무대인사                        | 2월 23일  | 진영                   | 영등포 CGV                            |
| 신의 선물 - 14일                            | 2월 27일  | 바로                   | 서울 양천구 목동 SBS                  |
| B1A4의 어느 멋진 날 제작발표회              | 7월 16일  | 전원                   | 서울 영등포 여의도 CGV                |
| 일곱 난쟁이 VIP 시사회                      | 12월 10일 | 바로, 신우, 공찬       | 서울 광진구 롯데시네마 건대점         |
| 2015년                                      |           |                        |                                       |
| 칠전팔기 구해라 제작발표회                  | 1월 6일   | 진영                   | 서울 태평로 더 플라자 호텔 그랜드볼룸 |
| 앵그리맘 제작발표회                         | 3월 17일  | 바로                   | 서울 마포구 상암 MBC                  |
| 우리동네 예체능 100회 특집 기자간담회       | 3월 25일  | 바로                   | 서울 여의도 KBS 신관 국제회의실       |
| 토니모리 내추럴스 산양유 스킨케어 론칭 행사 | 3월 26일  | 진영, 신우, 산들, 공찬 | 서울 중구 장충동 반얀트리호텔         |
| 맨도롱 또똣 제작발표회                      | 5월 8일   | 진영                   | 서울 마포구 상암 MBC                  |
| 은밀한 유혹 VIP 시사회                      | 5월 28일  | 산들, 바로             | 서울 영등포 CGV                       |
| KBS 웹드라마 공동 제작발표회                | 9월 24일  | 진영                   | 여의도 KBS 신관                       |

## 팬 관련 행사
| 행사                                                 | 기간     | 참여 멤버 | 장소                                   |
| ---------------------------------------------------- | -------- | --------- | -------------------------------------- |
| 2011년                                               |          |           |                                        |
| 2012년                                               |          |           |                                        |
| 2013년                                               |          |           |                                        |
| 2014년                                               |          |           |                                        |
| Who Am I 발매 기념 팬싸인회                          | 1월 18일 | 전원      | IFC몰 여의도점 L3층 노스아트리움       |
| Who Am I 발매 기념 팬싸인회                          | 1월 20일 | 전원      | 역삼1동 문화센터 공연장 3층            |
| Who Am I 발매 기념 팬싸인회                          | 1월 24일 | 전원      | 대학로 그라운드씬                      |
| Who Am I 발매 기념 팬싸인회                          | 1월 26일 | 전원      | 목동 방송회관 3층 회견장               |
| Who Am I 발매 기념 팬싸인회                          | 2월 5일  | 전원      | 롯데백화점 평촌점 식품관 2층 문화홀    |
| Who Am I 발매 기념 팬싸인회                          | 2월 8일  | 전원      | 중구 청소년수련관 지하 1층 청소년 극장 |
| Who Am I 발매 기념 팬싸인회                          | 2월 9일  | 전원      | 신세계백화점 인천점 5층 문화홀         |
| 수상한 그녀 프리허그 이벤트                          | 2월 13일 | 진영      | 영등포 타임스퀘어                      |
| 햇츠온 팬싸인회                                      | 2월 17일 | 전원      | 롯데백화점 애비뉴엘 영화관             |
| Who Am I 발매 기념 팬싸인회                          | 2월 19일 | 전원      | 광주 유스퀘어문화관 금호아트홀         |
| Who Am I 발매 기념 팬싸인회                          | 2월 19일 | 전원      | 대전 기독교연합봉사회 2층 대강당       |
| Who Am I 발매 기념 팬싸인회                          | 2월 22일 | 전원      | 강남 성암 아트홀                       |
| Who Am I 발매 기념 팬싸인회                          | 2월 28일 | 전원      | 대구 수성구 청소년수련관               |
| Who Am I 발매 기념 팬싸인회                          | 3월 2일  | 전원      | 울산 가족문화센터 A동 1층 대강당       |
| Who Am I 발매 기념 팬싸인회                          | 3월 8일  | 전원      | 서울메트로 인재개발원 3층 다목적홀     |
| Who Am I 발매 기념 팬싸인회                          | 3월 9일  | 전원      | 청주 MBC 방송국 별관 1층 공개홀        |
| Who Am I 발매 기념 팬싸인회                          | 3월 9일  | 전원      | 수원 경기 종합 중소기업센터 2층 경기홀 |
| Who Am I 스페셜 팬미팅                               | 3월 15일 | 전원      | 종로 둘로스 소극장                     |
| Who Am I 발매 기념 팬싸인회                          | 3월 22일 | 전원      | 제주 라온 호텔리조트 대연회장          |
| Who Am I 발매 기념 팬싸인회                          | 3월 29일 | 전원      | TCC센터 지하 1층 아트홀                |
| SOLO DAY 발매 기념 팬싸인회                          | 7월 18일 | 전원      | 구로 구민회관 대강당                   |
| SOLO DAY 발매 기념 팬싸인회                          | 7월 20일 | 전원      | 인천 신세계백화점 5층 문화홀           |
| SOLO DAY 발매 기념 팬싸인회                          | 7월 22일 | 전원      | 부산역 5층 오륙도 회의실               |
| SOLO DAY 발매 기념 팬싸인회                          | 7월 22일 | 전원      | 대구백화점 프라자점 10층 프라임홀      |
| SOLO DAY 발매 기념 팬싸인회                          | 7월 24일 | 전원      | 제일 라아트홀                          |
| SOLO DAY 발매 기념 팬싸인회                          | 7월 25일 | 전원      | 일지아트홀                             |
| SOLO DAY 발매 기념 팬싸인회                          | 7월 26일 | 전원      | 일산 킨텍스홀 제2 전시장               |
| SOLO DAY 발매 기념 팬싸인회                          | 7월 31일 | 전원      | 현대백화점 목동점 7층 토파즈홀         |
| SOLO DAY 발매 기념 팬싸인회                          | 8월 5일  | 전원      | AK플라자 수원점 6층 아트홀             |
| SOLO DAY 발매 기념 팬싸인회                          | 8월 6일  | 전원      | 합정동 아르떼홀                        |
| SOLO DAY 발매 기념 팬싸인회                          | 8월 7일  | 전원      | 서울메트로 인재개발원 3층 다목적홀     |
| 오꾸닭 팬싸인회                                      | 8월 13일 | 전원      | 부산 광안리 호메르스 호텔              |
| SOLO DAY 발매 기념 팬싸인회                          | 8월 16일 | 전원      | 광주                                   |
| SOLO DAY 발매 기념 팬싸인회                          | 8월 16일 | 전원      | 대전                                   |
| SOLO DAY 발매 기념 팬싸인회                          | 8월 16일 | 전원      | 천안                                   |
| SOLO DAY 발매 기념 팬싸인회                          | 8월 17일 | 전원      | 63빌딩 별관 주니퍼홀                   |
| 2014 B1A4 Road Trip - READY? 스페셜 팬미팅 In 상하이 | 8월 30일 | 전원      | 상하이 정대 히말라야 예술센터          |
| 햇츠온 팬싸인회                                      | 8월 31일 | 전원      | 포항                                   |
| SOLO DAY 발매 기념 팬싸인회                          | 8월 2일  | 전원      | 흰물결아트센터 지하 2층 아트홀         |
| SOLO DAY 발매 기념 팬싸인회                          | 8월 14일 | 전원      | 현대백화점 미아점 11층 하늘공원        |
| SOLO DAY 발매 기념 팬싸인회                          | 8월 14일 | 전원      | 롯데백화점 평촌점 식품관 2층 문화홀    |
| 햇츠온 팬싸인회                                      | 11월 1일 | 전원      | 신세계백화점 의정부점 8층 문화홀       |
| 토니모리 팬싸인회                                    | 11월 3일 | 전원      | 토니모리 명동 3호점                    |
| 리트머스와 함께 하는 B1A4 팬미팅                     | 12월 6일 | 전원      | 판타스틱 아트홀                        |
| 2015년                                               |          |           |                                        |
| B1A4 스페셜 팬미팅                                   | 1월 10일 | 전원      | 쿠알라룸프르 KL Live                   |
| B1A4♥BANA 2기 팬미팅                                 | 3월 14일 | 전원      | 경희대학교 평화의 전당                 |
| 휠라 하이터치회                                      | 3월 28일 | 전원      | 롯데백화점 청량리점 샤롯홀             |
| 오꾸닭 팬싸인회                                      | 4월 5일  | 전원      | 오꾸닭 충장로점                        |
| 햇츠온 팬싸인회                                      | 5월 30일 | 전원      | 명동 롯데시네마 에비뉴엘               |
| 롯데호텔 부산 홍보모델 취임기념 팬미팅               | 7월 4일  | 전원      | WM 엔터테인먼트                        |
| 크라운제과와 함께하는 하임보이 팬싸인회              | 8월 31일 | 바로      | 이마트 월계점                          |
| Sweet Girl 발매 기념 팬싸인회                        | 9월 4일  | 전원      | 인천 종합 비즈니스 센터 5층 대강당     |
| Sweet Girl 발매 기념 팬싸인회                        | 9월 6일  | 전원      | 목동 청소년 수련관                     |

## 광고 및 전속 모델
| 종료     | 브랜드                           | 분류                       | 하위 분류      | 해당 멤버 | 공동 모델                                                                | 비고                                           |
| -------- | -------------------------------- | -------------------------- | -------------- | --------- | ------------------------------------------------------------------------ | ---------------------------------------------- |
| 2011년   |                                  |                            |                |           |                                                                          |                                                |
| ~ 2011년 | 롯데칠성 트로피카나 스파클링     | 식품                       | 음료           | 전원      |                                                                          | [ 275 ]                                        |
| ~ 2012년 | 빅 콜라 (Big Cola)               | 식품                       | 음료           | 전원      | 메이 피차낫                                                              | [ 276 ]                                        |
| ~ 2012년 | 위티삭 클리닉 (Wuttisak Cliniic) | 생활용품                   | 화장품         | 전원      |                                                                          |                                                |
| 2012년   |                                  |                            |                |           |                                                                          |                                                |
| ~ 2013년 | 옴파로스                         | 의류                       | 활동복         | 전원      |                                                                          | [ 277 ] [ 278 ]                                |
| ~ 현재   | 햇츠온                           | 의류                       | 모자           | 전원      | 공효진                                                                   |                                                |
| ~ 2012년 | 삼성 갤럭시 S III                | 전자제품                   | 스마트폰       | 전원      | 미쓰에이, 2PM, 엠블랙, 씨스타, 제국의 아이들, 포미닛, 나인뮤지스, 달샤벳 | TV·웹 CF                                       |
| ~ 현재   | 스마트 교복                      | 의류                       | 교복           | 전원      | GOT7, CLC                                                                | TV·웹 CF                                       |
| 2013년   |                                  |                            |                |           |                                                                          |                                                |
| ~ 2013년 | 러브비트                         | 게임                       | 온라인 PC 게임 | 전원      |                                                                          | TV CF                                          |
| ~ 2013년 | 푸마                             | 의류                       | 스포츠웨어     | 전원      |                                                                          | TV·웹 CF                                       |
| ~ 2015년 | 리트머스                         | 의류                       | 활동복         | 전원      |                                                                          | [ 280 ]                                        |
| ~ 현재   | 제 5대 걸스카우트 홍보대사       | 제 5대 걸스카우트 홍보대사 |                | 전원      |                                                                          | [ 281 ]                                        |
| 2014년   |                                  |                            |                |           |                                                                          |                                                |
| ~ 2015년 | 아딸                             | 식품                       | 분식           | 전원      |                                                                          |                                                |
| ~ 2015년 | 오꾸닭                           | 식품                       | 치킨           | 전원      |                                                                          | TV·웹 CF - 오감 편 - 식감 편 - 월드컵 편       |
| ~ 2014년 | 알로앤루                         | 의류                       | 활동복         | 바로      | 추사랑, 추성훈, 써니                                                     | Love Is Fun 캠페인, S/S 시즌                   |
| ~ 2014년 | 라인타운                         | 애니메이션                 | 주제가         | 전원      |                                                                          | - 가나다송                                     |
| ~ 현재   | 토니모리                         | 생활용품                   | 화장품         | 전원      | 현아                                                                     | 글로벌 모델, 웹 CF - 럭셔리 잼 골드 24K 마스크 |
| ~ 2014년 | 삼성카드 홀가분 프로젝트         | 금융                       | 신용카드       | 바로      | 유연석, 손호준                                                           | TV·웹 CF                                       |
| ~ 현재   | FILA                             | 의류                       | 스포츠웨어     | 전원      |                                                                          | 웹 CF                                          |
| 2015년   |                                  |                            |                |           |                                                                          |                                                |
| ~ 2015년 | K-SWISS                          | 의류                       | 스포츠웨어     | 전원      |                                                                          |                                                |
| ~ 2015년 | PARCO 백화점                     | 상점                       | 백화점         | 전원      |                                                                          | 발렌타인 데이 /화이트 데이 시즌 모델           |
| ~ 현재   | 롯데호텔 부산 홍보대사           | 롯데호텔 부산 홍보대사     |                | 전원      | 비, 보이프렌드, 빅스, 방탄소년단                                         |                                                |
| ~ 현재   | 크라운제과 초코하임              | 식품                       | 과자           | 바로      |                                                                          | TV·웹 CF - 아이스하임                          |
| ~ 현재   | 테일즈런너                       | 게임                       | 온라인 PC 게임 | 전원      |                                                                          | [ 286 ]                                        |
| ~ 2015년 | 엘소드                           | 게임                       | 온라인 PC 게임 | 전원      |                                                                          | - 캐릭터 모델                                  |
| ~ 현재   | 뽕뜨락피자                       | 식품                       | 피자           | 전원      |                                                                          |                                                |
| ~ 현재   | KT                               | 전자기기                   | 이동 통신사    | 바로      | 박보람                                                                   | TV·웹 CF                                       |

## 화보 촬영
| 잡지사       | 호     | 촬영 멤버                         | 비고                              |
| ------------ | ------ | --------------------------------- | --------------------------------- |
| 2011년       |        |                                   |                                   |
| 주니어       | 6월호  | 전원                              | 데뷔 후 첫 화보 촬영              |
| 싱글즈       | 9월호  | 공찬                              | 멤버 중 첫 개인 화보              |
| 엘르걸       | 11월호 | 전원                              |                                   |
| 보그걸       | 12월호 | 전원                              |                                   |
| 2012년       |        |                                   |                                   |
| 보그걸       | 3월호  | 전원                              |                                   |
| 쎄씨         | 7월호  | 전원                              | 여름 화보                         |
| 앳스타일     | 12월호 | 전원                              |                                   |
| 2013년       |        |                                   |                                   |
| 로피시엘옴므 | 1월호  | 전원                              |                                   |
| 쎄씨         | 2월호  | 진영                              |                                   |
| 마리끌레르   | 5월호  | 전원                              |                                   |
| 쎄씨         | 7월호  | 전원                              | 작년과 마찬가지로 여름 화보       |
| 코스모폴리탄 | 7월호  | 전원                              |                                   |
| 쎄씨         | 10월호 | 전원                              |                                   |
| 보그         | 12월호 | 바로                              | 응답하라 1994 출연진과 함께 촬영  |
| 엘르         | 12월호 | 전원                              |                                   |
| 2014년       |        |                                   |                                   |
| 얼루어       | 2월호  | 전원                              |                                   |
| 싱글즈       | 3월호  | 진영, 신우                        |                                   |
| 보그         | 3월호  | 바로                              |                                   |
| 쎄씨         | 4월호  | 전원                              |                                   |
| 텐아시아     | 4월호  | 진영                              | 단독 표지 모델                    |
| 하이컷       | 123호  | 전원                              |                                   |
| 나일론       | 6월호  | 바로                              |                                   |
| W Korea      | 9월호  | 전원                              |                                   |
| 앳스타일     | 9월호  | 전원                              |                                   |
| 바로         | 9월호  | 꽃보다 청춘 라오스 팀과 함께 촬영 |                                   |
| 빅이슈       | 10월호 | 전원                              | 로드트립 포스터 이미지로 재능기부 |
| 엘르         | 10월호 | 바로                              |                                   |
| 2015년       |        |                                   |                                   |
| 쎄씨         | 2월호  | 진영                              |                                   |
| 쎄씨         | 4월호  | 바로                              |                                   |
| 나일론       | 5월호  | 진영, 공찬                        |                                   |
| 텐아시아     | 6월호  | 산들, 공찬                        | 단독 표지 모델                    |
| 싱글즈       | 6월호  | 신우                              | 조권과 함께 촬영                  |
| 하이컷       | 150호  | 신우                              | 조권, 켄과 함께 촬영              |
| 싱글즈       | 7월호  | 공찬                              |                                   |

## DVD 발매
| 제목                      | 발매일    | 종류         | 비고                                                         |
| ------------------------- | --------- | ------------ | ------------------------------------------------------------ |
| 2013년                    |           |              |                                                              |
| 1st BABA B1A4 Concert DVD | 6월 27일  | 콘서트 DVD   | 1st BABA B1A4 Concert 무대 및 비하인드 스토리                |
| 꽃보다 B1A4               | 11월 22일 | 이벤트성 DVD | 꽃보다 남자 패러디 및 마카오 여행기                          |
| 2014년                    |           |              |                                                              |
| AMAZING STORE DVD         | 2월 27일  | 콘서트 DVD   | 2013 B1A4 Limited Show AMAZING STORE 무대 및 비하인드 스토리 |
| THE CLASS DVD             | 12월 9일  | 콘서트 DVD   | 2014 B1A4 Concert THE CLASS 무대 및 비하인드 스토리          |